# Highlander II: The Quickening
Highlander II: The Quickening is een Amerikaanse actiefilm uit 1991 onder regie van Russell Mulcahy. Het is het tweede deel in de Highlander-filmserie.

## Rolverdeling
| Acteur              | Personage                        |
| ------------------- | -------------------------------- |
| Christopher Lambert | Connor MacLeod                   |
| Sean Connery        | Juan Sánchez Villa-Lobos Ramírez |
| Virginia Madsen     | Louise Marcus                    |
| Michael Ironside    | General Katana                   |
| Allan Rich          | Allan Neyman                     |
| John C. McGinley    | David Blake                      |
| Philipp Brock       | Cabbie                           |
| Rusty Schwimmer     | Drunk                            |
| Ed Trucco           | Jimmy                            |
| Steven Grives       | Hamlet                           |
| Jimmy Murray        | Horatio                          |
| Pete Antico         | Corda                            |
| Peter Bucossi       | Reno                             |